# Joseph Hütz
Joseph Karl Hütz (* 21. August 1802 in München; † 16. Oktober 1878 ebenda) war ein bayerischer Generalleutnant und Gouverneur von Ingolstadt.

## Leben
Hütz war der Sohn eines bayerischen Majors. Nach dem Besuch des Kadettenkorps in München trat er am 22. Juni 1821 zunächst als Kondukteur in das Ingenieurkorps der Bayerischen Armee ein und kam unter Beförderung zum Unterleutnant Mitte Oktober 1822 in das Artillerie-Regiment. Mit der Erweiterung dieser Truppengattung erfolgte zum 11. Oktober 1824 seine Versetzung in das 1. Artillerie-Regiment. Auf ein Jahr war Hütz ab Januar 1832 zur Festung Rothenberg kommandiert und wurde anschließend als Oberleutnant in das 2. Artillerie-Regiment versetzt. Zwecks Übertritt in griechische Dienste nahm er im August 1833 seinen Abschied und wurde als Hauptmann im Artilleriebataillon angestellt. Hütz avancierte Mitte Januar 1834 zum Major und Bataillonskommandeur und stieg bis Anfang Mai 1836 zum Oberstleutnant auf.
Ausgezeichnet mit dem Ritterkreuz in Gold des Erlöser-Ordens kehrte er in seine Heimat zurück und wurde am 13. November 1843 als Hauptmann mit Rang vom 20. Januar 1840 im 1. Artillerie-Regiment „Prinz Luitpold“ der Bayerischen Armee wieder angestellt. Anfang März 1848 rückte Hütz zum Major auf. Zwei Jahre später würdigte ihn König Maximilian II. Joseph mit dem Ritterkreuz I. Klasse des Verdienstordens vom Heiligen Michael und Ende Juni 1851 erhielt er die Trageerlaubnis für das ihm verliehen Ritterkreuz des Hausordens vom Goldenen Löwen. Unter Beförderung zum Oberstleutnant schloss sich am 3. März 1853 eine Verwendung als Mitglied der Artillerie-Beratungs-Kommission in München an. In dieser Eigenschaft erhielt er mit Armee-Befehl vom 11. Oktober 1853 die Erlaubnis zum Tragen des Offizierskreuzes des Ordens der Rose. Unter gleichzeitiger Beförderung zum Oberst trat Hütz am 3. März 1855 als Kommandant des 1. Artillerie-Regiments „Prinz Luitpold“ in den Truppendienst zurück. Anschließend wurde er am 19. April 1859 als Kommandant nach Germersheim versetzt und Ende des Monats zum Generalmajor befördert. Daran schloss sich ab dem 20. Mai 1863 eine Verwendung als Brigadier der Artillerie beim Artillerie-Korps-Kommando in München an. Am 8. Januar 1869 folgte seine Beförderung zum Generalleutnant und zugleich die Ernennung zum Gouverneur von Ingolstadt. In dieser Stellung verblieb er während des Krieges gegen Frankreich und wurde für sein Wirken am 11. März 1871 durch König Ludwig II. mit dem Großkomtur des Militärverdienstordens ausgezeichnet. Durch allerhöchste Entschließung wurde er am 26. Januar 1873 mit Pension zur Disposition gestellt.
Hütz betätigte sich auch als Militärautor und gab gemeinsam mit Joseph Schmölzl das von 1844 bis 1850 monatlich erschienene Archiv für Offizier aller Waffen heraus.

## Schriften
- Beschreibung des Systems der Königlich Griechischen Feldartillerie. 1846
- Die Feldartillerie und Ihre Organisation. Leipzig 1853.
- mit Joseph Schmölzl: Versuch eines Handbuchs für die königl. bayerische  Artillerie. Verlag Georg Franz, München 1847.
- mit Joseph Schmölzl: Handbuch der königlich bayerischen Artillerie.

- Band I., Verlag Georg Franz, München 1857.
- Band II., Verlag Georg Franz, München 1861.